# العزازي
قرية العزازى هي إحدى القرى التابعة لمركز فاقوس في محافظة الشرقية في جمهورية مصر العربية. حسب إحصاءات سنة 2006، بلغ إجمالي السكان في العزازى 19979 نسمة، منهم 10131 رجل و9848 امرأة.

## التاريخ
كانت قرية العزازي ضمن أراضي الصالحية القديمة حتى فُصلت عنها إداريًا سنة 1930م لتصبح قرية منفصلة. وفي سنة 1932م، صدر قرار بفصلها عن الصالحية القديمة عقاريًا وماليًا، لتصبح بذلك ناحية قائمة بذاتها.